# 搜狐白社会
白社会是搜狐公司（Nasdaq：Sohu）旗下的沟通和社区产品即社交网络服务产品。
  搜狐SNS取名白社会，将其用户群的定位为白领阶层， 白社会的定位是网络沟通与交互工具，它设置了各类互动游戏，帮助建立新朋旧友关系网，也被接入了搜狐博客、ChinaRen社区、搜索等传统业务。

## 历史
2008年12月，白社会确定为搜狐SNS内部研发代号， 2009年5月23日白社会开始内测邀请，并确定为产品正式名称。7月15日，搜狐独立研发的SNS产品白社会（bai.sohu.com）结束邀请测试阶段，正式对网友开放注册。2009年9月18日，白社会更名为搜狐·白。

## 简介
通过白社会整合的搜狐已有资源包括如下：
1. 现成的音乐产品
2. 现成的图片产品
3. 搜狐通行证
4. 搜狐小纸条（WebIM）
5. ChinaREN
6. 搜狗
7. 网络游戏[5]

## 争议
目前中國大陸社交网站仍处于初级阶段，对于像搜狐白社会这样的新进入者来说，利好与阻碍并存，成长的关键问题在于了解用户的需求、特点以及自身的优劣势，针对性提供相应服务，实现差异化的服务和竞争。 
门户们再次想重复当初门户收复博客的胜景，不过，测试者进入之后，几乎完全要从0重新创建一个新的网上社区，而业务方式上也没能突破当前影响较大的几个sns网站。门户sns稍有不慎就面临踏入发明同一个车轮的窘境之中